# Districtul Mirditë
Mirditë este un district în Albania.